# Tatrang község
Tatrang község (románul: Comuna Tărlungeni) község Brassó megyében, Romániában. Központja Tatrang, beosztott falvai Kerpenyes, Pürkerec, Zajzon.

## Népessége
A 2011-es népszámlálás adatai alapján a község népessége 8320 fő volt.